# Blåfield
Blåfield (uttalas blåfjeld) är en uradlig adelsätt från Finland, stamfadern och väpnaren Bengt Jönsson från Åbo adlades 1476 på Åbo slott av Sten Sture den äldre, och ätten introducerades på svenska riddarhuset 1638, men har efter 1809 inte varit representerad i Sverige.  Ätten  immatrikulerades i Finland 24.1.1818 
Stamfader Benkt Jönsson fick sonen 
1. Jöns Benktsson, som var häradshövding i Masku härad 1438, sigillvittne i Åbo 1442, bisittare vid landsrätt därstädes. han fick sonen:
  1. Benkt Jönsson (tab. I), väpnare, borgare i Åbo. Adlad 1476 av riksföreståndaren Sten Sture. Gav 1479 med sin hustrus samtycke Poutu gods i Nousis till Nådendals kloster mot ett stenhus i Åbo. Gift med Beata Eriksdotter, dotter till väpnaren Erik Abjörnsson och hans första hustru, Märta Klasdotter Diekn, som tidigare varit gift med Jöns Olofsson Tawvst. Barn: 
    1. Mickel Benktsson, till Liesniemi i Sagu socken, levde 1530. Gift med Brita, som var systerdotter till lagmannen Olof Eriksson (Stålarm, n:r 32). Barn: 
      1. Nils Mickelsson, till Liesniemi
      2. Anna Mickelsdotter, gift 1546 med Gustaf Nilsson (Stjernkors, n:r 39), fick Vuoris i Tövsala till morgongåva. Efter henne och hennes make förrättades arvskifte 1588.
      3. Nils Mickelsson, till Liesniemi i Sagu. Gift med Ingeborg Broke, dotter till frälsemannen Lars Broke. Barn: 
        1. Benkt Nilsson, till Liesniemi, ryttare under finska fanan, har utgivit kvittens på förtäring 1578, då jag drog till Viborg på vintertåg .